# Schnippelbohnen

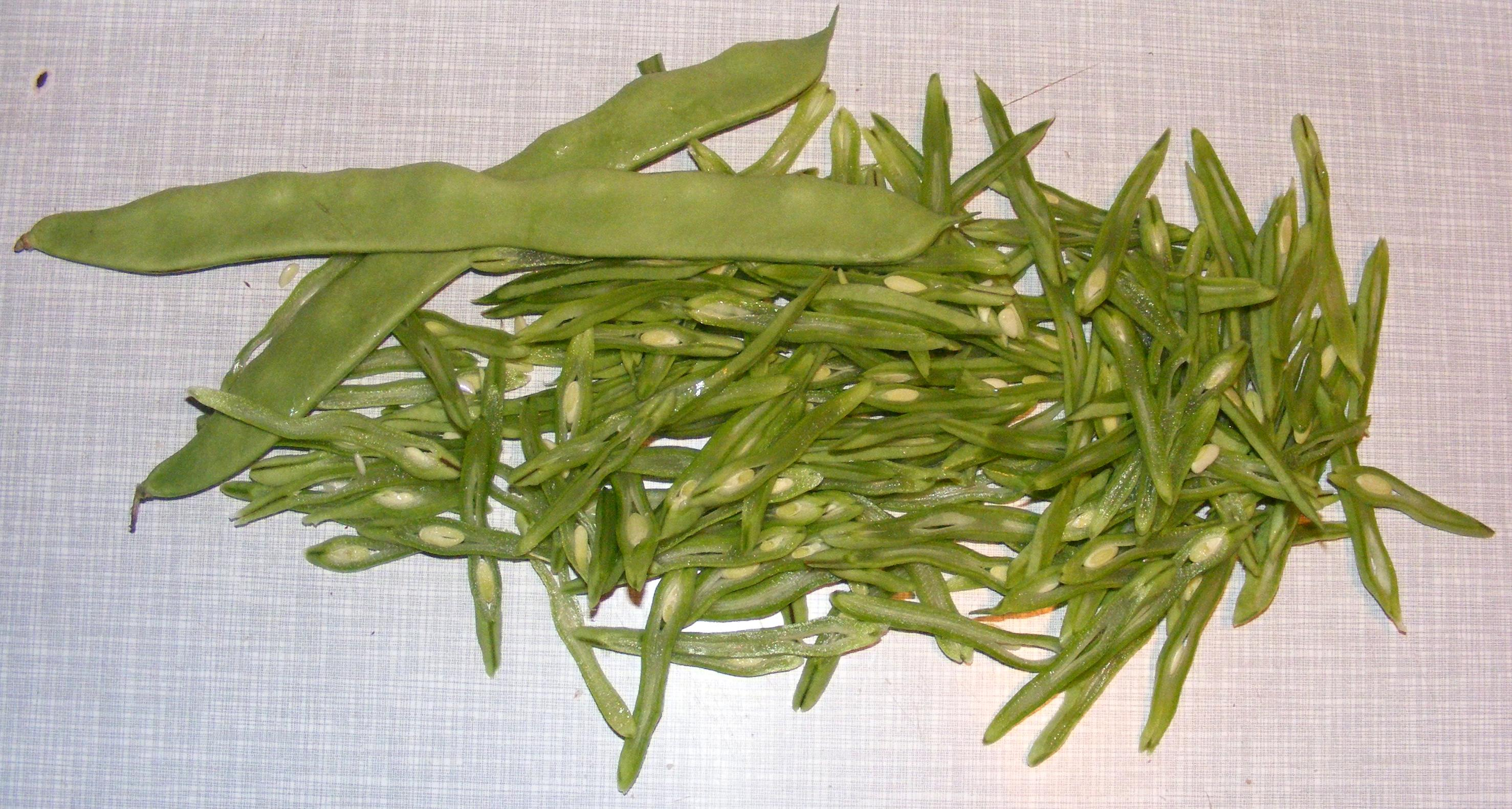
Schnippelbohnen

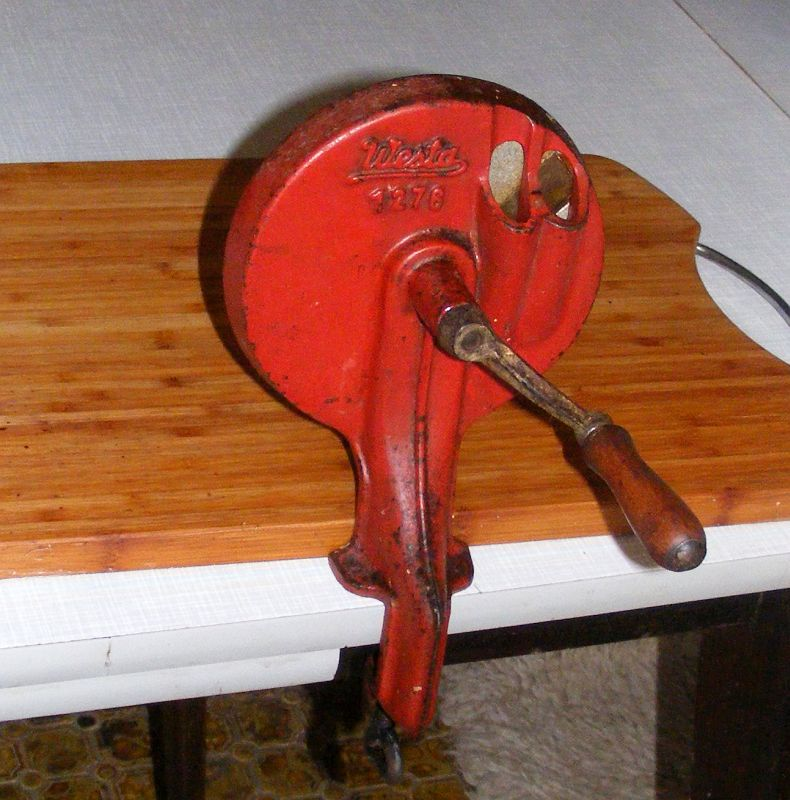
Bohnenschneider zum Bohnenschnippeln: eine Scheibe mit Messern zerschneidet beim Drehen die eingeführten Bohnen in feine Streifen

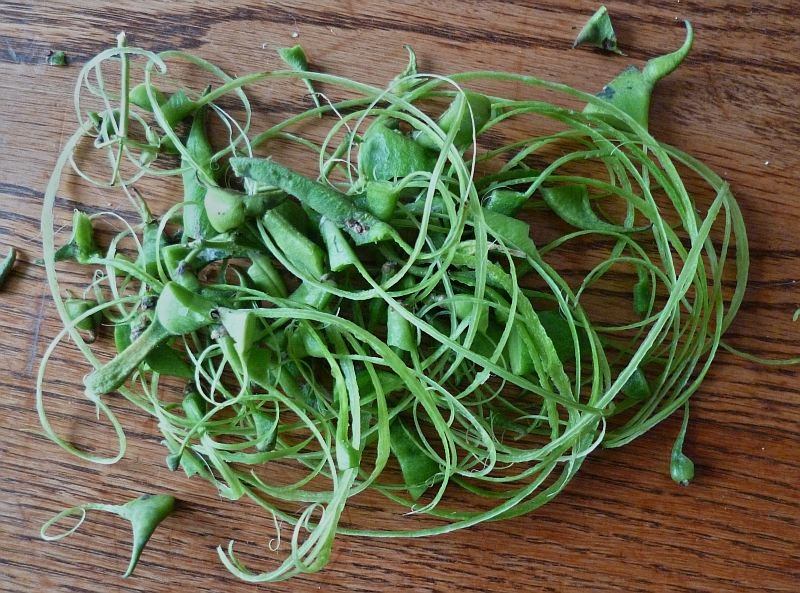
Bei älteren Stangenbohnen müssen die „Fäden“ an den Schmalseiten abgezogen werden

Schnippelbohnen sind in feine Streifen geschnittene (geschnippelte) Bohnen; Grund für diese Methode ist, dass fast ausgereifte Stangenbohnen relativ hart sind und Fäden haben, die beim Essen stören.
Mit Schnippelbohnen wird, der Einfachheit halber, auch ein traditionelles Eintopf-Gericht, Stampfpott oder Suppe, der deutschen Küche bezeichnet. Es wird aus Schnippelbohnen, Rindfleisch, Kartoffeln und Mettwürstchen hergestellt und mit Bohnenkraut gewürzt. Schnippelbohnen ist ein typisches Gericht der Herbst- und Winterzeit.
Vor der Verfügbarkeit der Tiefkühltruhe oder der Möglichkeit des Einkochens wurden die Bohnen durch Milchsäuregärung haltbar gemacht, ähnlich Sauerkraut. Im Rheinland ist diese Variante der sauren Bohnen, genannt Rheinische Schnippelbohnen, immer noch beliebt. Hier wird vielfach Birne mitgekocht, was dem Gericht einen süßlichen Geschmack gibt.